# Життя пана де Мольєра
«Мольєр» чи «Життя пана де Мольєра» — роман Михайла Булгакова.
Назву «Життя пана де Мольєра»  дала Олена Булгакова при підготовці роману до публікації в альманасі «Литературная Москва» 1956 року (видання не здійснилося). Хоча в усіх документах булгаківського архіву й в машинописних примірниках роман мав назву «Мольєр».

## Переклади українською
Станом на 2018 рік, не зроблено жодного перекладу твору українською.
| книги | Це незавершена стаття про книгу. Ви можете допомогти проєкту, виправивши або дописавши її. |